# Mitobatula castanea
Mitobatula castanea is een hooiwagen uit de familie Gonyleptidae.